# Syndroom van Rett
Het syndroom van Rett, ook wel stoornis van Rett, rettsyndroom of kortweg rett, is een neurologische ontwikkelingsstoornis  die vrijwel alleen bij meisjes voorkomt en tot ernstige geestelijke en lichamelijke invaliditeit leidt. De stoornis is vrij zeldzaam, met circa tien nieuwe gevallen per jaar in Nederland, een incidentie van 1 meisje per 12 000 tot 1 per 18 000.
Het gaat in termen van de klassieke genetica om een X-gebonden en dominante stoornis die bij jongetjes letaal is, dat wil zeggen al voor de geboorte dodelijk. Het syndroom werd in de DSM-IV nog als een pervasieve ontwikkelingsstoornis gezien. Omdat in 1999 ontdekt werd dat het om een genetische afwijking gaat, staat het syndroom van Rett in de DSM-5 (2013) niet meer vermeld.
Er is in België en in Nederland een patiëntenorganisatie voor het syndroom van Rett.

## Kenmerken
Het syndroom bestaat uit een aantal neurologische stoornissen en wordt veroorzaakt door het ontbreken of uitblijven van een bepaalde normale ontwikkelingsfase, veroorzaakt door een niet goed functionerend gen. De diagnose wordt in eerste instantie gesteld op basis van dit kenmerkende ontwikkelingsverloop, maar wordt bevestigd door genetisch onderzoek. Bij ongeveer 80% wordt een stoornis aan het betreffende gen aangetroffen.

### Fase I
Na een normale prenatale ontwikkeling, een geboorte op of rond het verwachte tijdstip en een normale ontwikkeling tot de 6e à 18e levensmaand, stagneert de ontwikkeling. De ontwikkeling van de hersenen vertraagt en de ontwikkeling van sociale vaardigheden en spelontwikkeling komen tot stilstand. Dit wordt als de knik  in de ontwikkeling beschouwd, en het is vaak het eerste en enige symptoom dat op de afwijking duidt.
Het hoofd is vaak kleiner dan dat van leeftijdsgenootjes en meestal blijft dit zo gedurende het hele leven van de patiënt.

### Fase II
De ontwikkeling van het kind komt tijdelijk tot stilstand, gevolgd door achteruitgang. Verworven vaardigheden zoals spraak en lopen gaan achteruit en het doelbewust gebruik van de handen gaat langzamerhand verloren. Er is vrijwel altijd sprake van een verstandelijke beperking, een ernstige vermindering van de intelligentie. Het kind keert in zichzelf en vertoont autistisch gedrag, waar het voorheen nog sociaal was en contact met de omgeving legde.
Er ontstaan stereotiepe handbewegingen: typisch voor kinderen met het syndroom van Rett is het handen wringen, vaak op borsthoogte in de middellijn. Wat later in deze fase treedt vaak epilepsie op, die na een aantal jaren vaak weer vermindert. Dikwijls is ook het ademhalingspatroon ongewoon. Ernstige constipatie komt veel voor.
Het kind wordt in deze fase vaak moeilijk handelbaar. Het heeft ontroostbare huil- en gilbuien, maar ook vaak onverklaarbare lachbuien en raakt snel geïrriteerd. Dit komt misschien doordat het kind zich moeilijk kan uiten vanwege de dysfasie en dyspraxie, maar het kan ook te maken hebben met de kenmerken die aan autisme doen denken: kinderen met autisme hebben deze 'buien' vaak ook. De oorzaken in dat geval kunnen zijn: dwangmatigheid, overprikkeling of overgevoeligheid voor geluiden, maar een huilbui kan ook een gevolg van een epileptische aanval zijn.

### Fase III
Het gedrag van het kind verbetert zich ongeveer tussen het tweede en tiende levensjaar en het raakt minder in zichzelf gekeerd. Er is weer vooruitgang en het meisje voelt zich kennelijk wat beter. Veel van de kinderen met het syndroom van Rett blijven hun leven lang in deze fase.

### Fase IV
De vierde fase treedt na het tiende levensjaar op, maar soms bereikt een persoon deze fase veel later of zelfs helemaal niet. Ze kenmerkt zich door een nieuwe achteruitgang, meestal uitsluitend op motorisch vlak. Veel meisjes met Rett ontwikkelen een scoliose, sommige meisjes die konden lopen, kunnen dit dan niet meer. De toestand blijft op andere vlakken stabiel en er kan een verbetering optreden. De epilepsie neemt vaak af en het kan ook dat  medicatie beter mogelijk is. Het contact, bijvoorbeeld oogcontact, met mensen om de persoon heen kan verbeteren.

## Oorzaken
Het rettsyndroom is onderwerp van intensief onderzoek met tientallen medisch-wetenschappelijke publicaties per jaar. Bij tachtig procent van de mensen met klinische symptomen van het rettsyndroom kan er een defect in het MeCP2-gen worden aangetoond, dat op het X-chromosoom ligt. Men vermoedt dat er in de overige gevallen een stoornis is in de stofwisselingsketen, waarin het MeCP2-gen actief is. Het gen is actief bij het in- en uitschakelen van een aantal andere genen. Het rettsyndroom is het eerste syndroom bij mensen waarvan is aangetoond, dat het mechanisme verloopt via de regulatie van de genexpressie door gemethyleerd DNA. De diagnose wordt dus op dit moment nog gesteld op klinische gronden, dat wil zeggen op basis van de verschijnselen die bij de patiënte waarneembaar zijn, en bestaat er niet uit een afwijking in het desbetreffende gen te vinden, hoewel er een aanzienlijke overlap tussen die twee bestaat. Er is een ander gen ontdekt, CDKL5, waarvan een defect tot dezelfde symptomen kunnen leiden als het rettsyndroom. Gevallen met een dergelijke mutatie hebben een iets andere presentatie, met al in een eerder stadium epileptische aanvallen.
Er is inmiddels door toepassing van genetische technieken een muis gecreëerd, die een soortgelijk gendefect heeft en inderdaad soortgelijke symptomen vertoont.

## Behandeling en vooruitzichten
Patiënten hebben bij een goede verzorging een nagenoeg normale levensverwachting, maar zijn ernstig verstandelijk en lichamelijk gehandicapt. De kans op herhaling in het gezin bij een volgende geboorte is in bijna alle gevallen klein, aangezien het meestal om een toevallige, nieuwe mutatie gaat. De behandeling van iemand met het rettsyndroom spitst zich nog toe op de behandeling van symptomen, omdat de oorzaak nog niet kan worden bestreden. De aandacht moet vooral uitgaan naar het voorkomen of tijdig onderscheppen van veel voorkomende medische problemen, zoals epilepsie, scoliose en slikproblemen, van neurologische aard.
Een kind met het syndroom van Rett heeft intensieve begeleiding nodig van een logopedist, fysiotherapeut en ergotherapeut. Het kind communiceert moeilijk en voor elk kind afzonderlijk moet een vorm worden gezocht om zich te uiten. Vanwege de afasie en apraxie is dit zowel voor de patiënte als voor de mensen om haar heen een zware en moeilijke opdracht die ontmoedigend kan zijn als men de doelen te hoog stelt.

## Erfelijkheid
Dat jongetjes het syndroom zelden hebben, betekent waarschijnlijk dat de mutatie bij hen in een vroeg stadium in de zwangerschap dodelijk is. Jongens hebben maar één X-chromosoom, dus kunnen een fout daarin niet compenseren, zoals een meisje dat met het andere X-chromosoom wel kan. Het rettsyndroom kan wel voorkomen bij jongetjes met het syndroom van Klinefelter, omdat die een extra X-chromosoom hebben en daardoor kunnen overleven.
Doordat er bij meisjes in een vroeg stadium van de embryonale ontwikkeling een van de twee X-chromosomen in iedere cel wordt gedeactiveerd, kan het syndroom van Rett zich waarschijnlijk op veel manieren uiten, waarbij de symptomen ernstiger zijn naarmate er minder normaal functionerende X-chromosomen zijn overgebleven. Omdat patiënten met syndroom van Rett zich normaliter niet voortplanten, is vrijwel ieder geval van de aandoening een sporadisch, niet overervend geval. De licht verhoogde kans op herhaling, minder dan één procent, in hetzelfde gezin berust waarschijnlijk op zeer lichte, niet herkende gevallen bij de moeder.

## Ontdekking
De ziekte is al in de zestiger jaren van de 20e eeuw door de Oostenrijkse kinderarts Andreas Rett beschreven, maar kreeg pas in 1983 na een publicatie van Hagberg et al. in de Annals of Neurology in de Engelse literatuur meer bekendheid. Het gen MeCP2, dat het syndroom veroorzaakt, werd in 1999 door dr. Huda Zoghbi en haar onderzoeksteam ontdekt. Zij beschreven het resultaat van hun onderzoek in Nature genetics.